# Stützpunkt 05 Franceville West

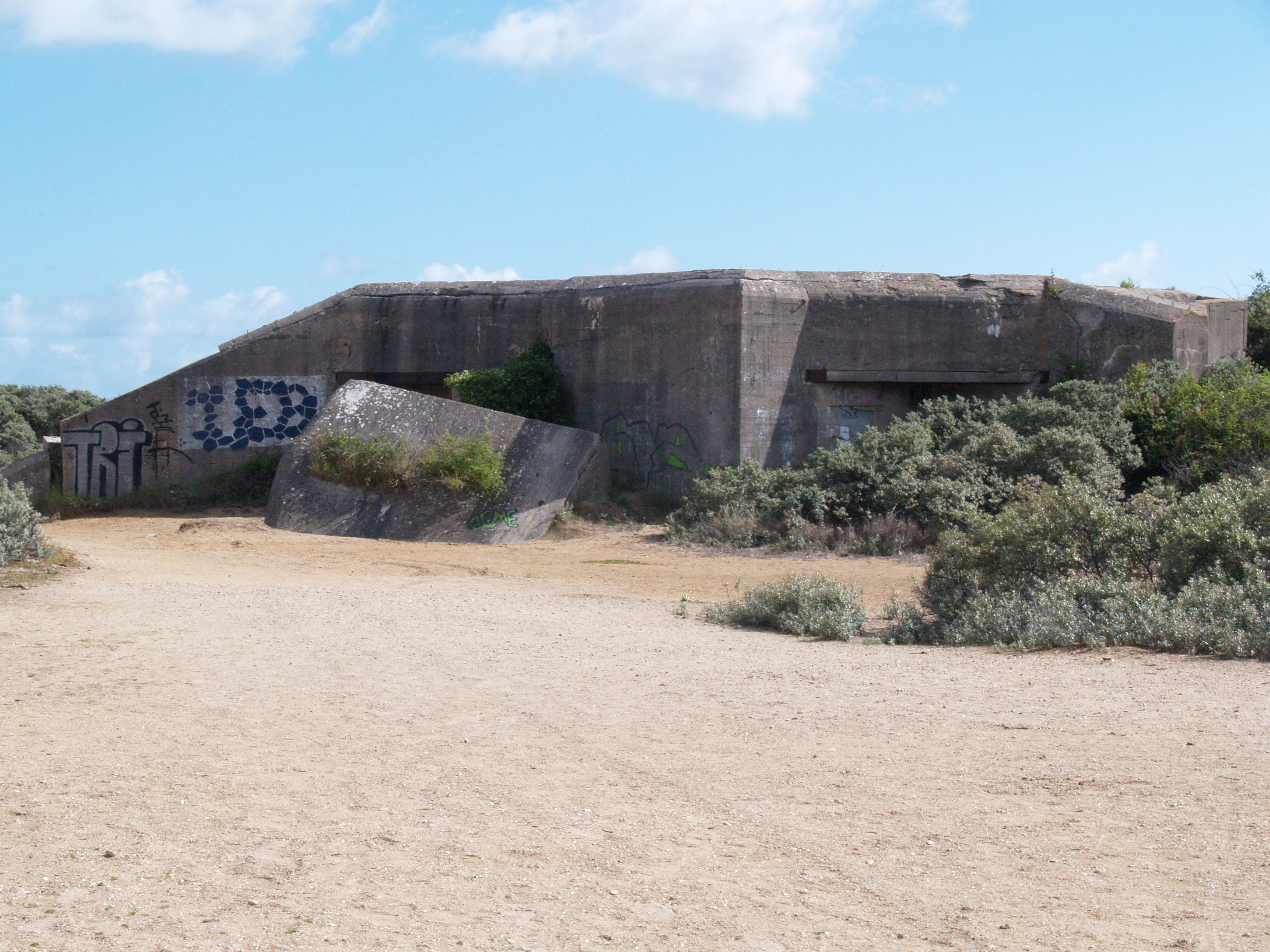
Duitse kazemat bij Stützpunkt 05 Franceville West

Stützpunkt 05 Franceville West was een Duitse vesting nabij Merville-Franceville, Normandië. 
Stützpunkt 05 lag honderdvijftig meter achter het strand in de duinen. Het complex was bedoeld om een eventuele doorbraak van pantservoertuigen tegen te houden. Stützpunkt 05 omvatte drie kazematten en was bewapend met drie 47 mm Skoda 36-kanonnen.
Stützpunkt 05 was gelegen aan Band Beach, dat later uit de geallieerde planning werd gehaald.